# Tabanocella seyrigi
Tabanocella seyrigi är en tvåvingeart som beskrevs av Seguy 1951. Tabanocella seyrigi ingår i släktet Tabanocella och familjen bromsar.
Artens utbredningsområde är Madagaskar. Inga underarter finns listade i Catalogue of Life.